# Princípio de Huygens
O princípio de Huygens (ou princípio de Huygens-Fresnel) é um método de análise aplicada aos problemas de propagação de ondas.

## História

A refração segundo os princípios de Huygens. Os pontos amarelos representam as novas fontes pontuais de luz.

Em 1678, Christiaan Huygens propôs que cada ponto de uma frente de onda possui a funcionalidade de uma nova fonte pontual. Ou seja, a cada instante de tempo, a própria frente de onda gera infinitesimais novas ondas, a partir de cada um de seus pontos, dando origem a uma nova frente de onda no instante seguinte. Ele também supôs que apenas as propagações que seguem a direção inicial da onda têm energia suficiente para gerar uma onda secundária. Isso impede, por exemplo, que a luz se propague para trás iluminando locais escondidos por objetos. Caso contrário, não haveria sombra. Huygens foi capaz de provar suas teorias matematicamente, mas não soube explicar fatores causados pela propagação linear da luz, como telas e aberturas, conhecidos como efeitos de difração.
Segundo o próprio Huygens, "... no estudo da propagação destas ondas deve-se considerar que cada partícula do meio através do qual a onda evolui não só transmite o seu movimento à partícula seguinte, ao longo da reta que parte do ponto luminoso, mas também a todas as partículas que a rodeiam e que se opõem ao movimento. O resultado é uma onda em torno de cada partícula e que a tem como centro".

A refração segundo os princípios de Huygens e Fresnel.

Em 1816, Augustin-Jean Fresnel corroborou a teoria de Huygens, acrescentando fatores que, combinados, explicam tanto as características da propagação linear da luz, como as ocorridas em função da luz como onda (ver Dualidade onda-corpúsculo). Para isso Fresnel teve que arbitrar regras sobre a fase e a amplitude das ondas secundárias. As escolhas foram feitas sem embasamento físico, porém obtiveram resultado quando aplicadas experimentalmente.
O princípio de Huygens-Fresnel é muito bom para o entendimento inicial do comportamento da luz como onda, todavia o artigo proporciona uma discussão sobre suas limitações, assim como a opinião de diversos cientistas, como Kirchhoff, que possui sua própria teoria sobre a difração das ondas.